# Аулавік (національний парк)
 Національний парк «Аулавік» (англ. Aulavik National Park, фр. Parc national d'Aulavik) — національний парк Канади, заснований у 1992 році на острові Банкс та знаходиться в складі Північно-західних територій.
Назва парку на мові інувіалуктун означає «місце, де люди подорожують» (англ. place where people travel). Місцеві жителі заснували населений пункт Сакс-Гарбор на південь від парку. В ньому проживає близько 120 осіб, вони мають право займатися полюванням і риболовлею на території парку.

## Фізико-географічна характеристика

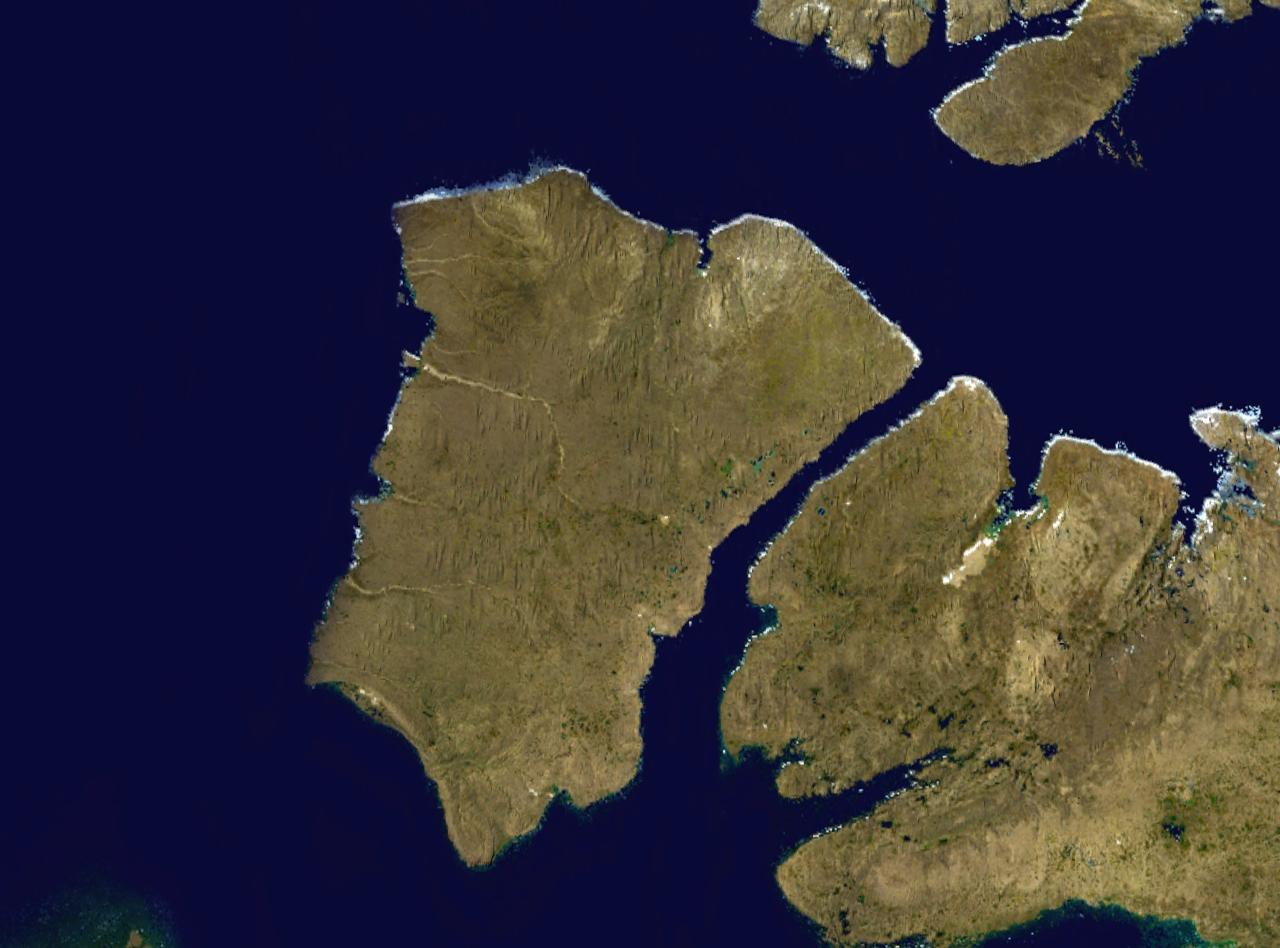
Острів Банкс

Національний парк розташований на півночі острова Банкс, який в свою чергу є найзахіднішим островом Канадського Арктичного архіпелагу. Територія парку є тундрою, покриту снігом з вересня по червень.
На території парку по широкій долині протікає річка Томсен (Thomsen River) та її притока річка Маскокс (Muskox River). Крім того, розташовано кілька озер, зокрема озеро Нангмагвік (Nangmagvik). Північне узбережжя є прямовисні скелі висотою у декілька сотень метрів, за якими починається протока Мак-Клур з двома затоками Кастел-Бей (Castel Bay) і Меркі-Бей (Mercy Bay), що на 15 км вдадуться вглиб острова. На південному сході плато досягає висоти 450 метрів над рівнем моря.
У минулому більша частина парку була покрита льодовиком. Майже на всій території парку, крім його північно-західної частини, збереглися сліди його присутності: кінцеві морени, Ескери та друмліни.
Влітку середня температура в парку становить 10 °C (в інтервалі від 1 °C до 20 °C), на узбережжі дещо холодніше: від -2 °C до 12 °C з середньою температурою 8 °C. Середня річна кількість опадів — 300 мм. Територія являє собою арктичну пустелю.

## Флора і фауна
Найбільшими ссавцями на острові є вівцебики (Ovibos moschatus), їх кількість сильно зросла за останні 50 років. За оцінками 2001 року на території парку мешкало понад 13 500 особин, що становить п'яту частину від всього поголів'я на острові. Вченими за підтримки уряду Північно-Західних територій і агентства Парки Канади ведуться дослідження можливого впливу таких змін на екосистему. Крім вівцебиків в парку мешкають також карібу (Rangifer tarandus pearyi), песець (Vulpes lagopus), мелвільський острівний вовк (Canis lupus arctos), горностай (Mustela erminea), арктичний заєць (Lepus arcticus), (Lemmus trimucronatus) і (Dicrostonyx). Популяція карібу сильно зменшувалася до 1990-х років. Дослідження 2000-х років показують, що розміри стада почали відновлюватися. 
На території парку постійно мешкає тільки два види птахів куріпки і ворони. Разом з тим, 43 види мешкає сезонно, 32 з них гніздяться і виводять потомство. До рідкісних видів належать подорожник лапландський (Calcarius lapponicus), жайворонок рогатий (Eremophila alpestris), тулес (Pluvialis squatarola), довгохвостий поморник (Stercorarius longicaudus) і канадський журавель (Grus canadensis). Крім того, на території парку мешкають гагара червоновола (Gavia stellata), гагара білодзьоба (Gavia adamsii), побережник білий (Calidris alba), (Calidris pusilla), крем'яшник звичайний (Arenaria interpres), плавунець плоскодзьобий (Phalaropus fulicarius) і (Anthus spinoletta). Хижаки представлені білою совою (Bubo scandiacus), зимняком (Buteo lagopus), кречетом (Falco rusticolus) і сапсаном (Falco peregrinus), основним джерелом їжі яких є лемінги.
У прибережних водах мешкають білий ведмідь (Ursus maritimus), кільчаста нерпа (Pusa hispida), морський заєць (Erignathus barbatus), білуха (Delphinapterus leucas) і гренландський кит (Balaena mysticetus). У водах річки Томсен мешкає шість видів риб: (Salvelinus namaycush), арктичний голець (Salvelinus alpinus), сиг сибірський (Coregonus sardinella), сиг Артеді (Coregonus artedi), колючка дев'ятиголкова (Pungitius pungitius) і рогатка чотирирога (Myoxocephalus quadricornis).
Найвищою рослиною на території парку є верба арктична (Salix arctica). Разом з тим, на острові росте понад 150 видів квітучих рослин. Рослинний сезон дуже короткий, свого піку досягає на початку липня. Найбільше квітів на південних сонячних схилах, укритих від вітру.